# شهر أسب (تيرجرد)
شهر أسب (بالفارسية: شهراسب) هي قرية تقع في إيران في قسم تيرجرد الريفي. يقدر عدد سكانها بـ 585 نسمة بحسب إحصاء 2016.